# ریزپرنده

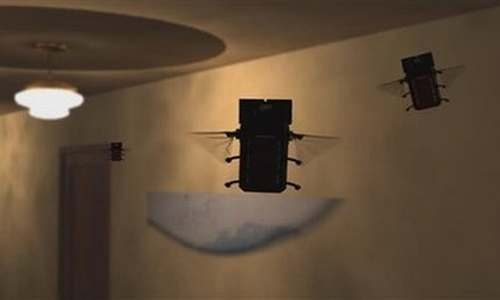
تصویر شبیه‌سازی شده یک ریزپرنده به اندازه زنبور عسل که توسط نیروی هوایی ایالات متحده در سال ۲۰۰۸ پیشنهاد شد

ریزپرنده (به انگلیسی: Micro air vehicle) گونه‌ای هواگرد هدایت‌پذیر از دور (پهپاد) است که در اندازه‌های کوچک یا بسیار کوچک (در حدود چند سانتیمتر) ساخته می‌شود. این کلاس از پهپادهای مینیاتوری ضمن محدودیت اندازه و وزن ممکن است خودمختار باشند. توسعه چنین پهپادهایی با اهداف تجاری، تحقیقاتی، دولتی و نظامی انجام می‌شود و در آینده انتظار می‌رود ریزپرنده‌هایی به اندازه حشرات نیز ساخته شود. یکی از کاربردهای این ریزپرنده‌ها مشاهده اهداف از راه دور و نظارت در محیط‌های خطرناک و غیرقابل دسترس است. از آن‌ها برای سرگرمی در مسابقات رباتیک هوایی و عکاسی هوایی نیز استفاده می‌شود.

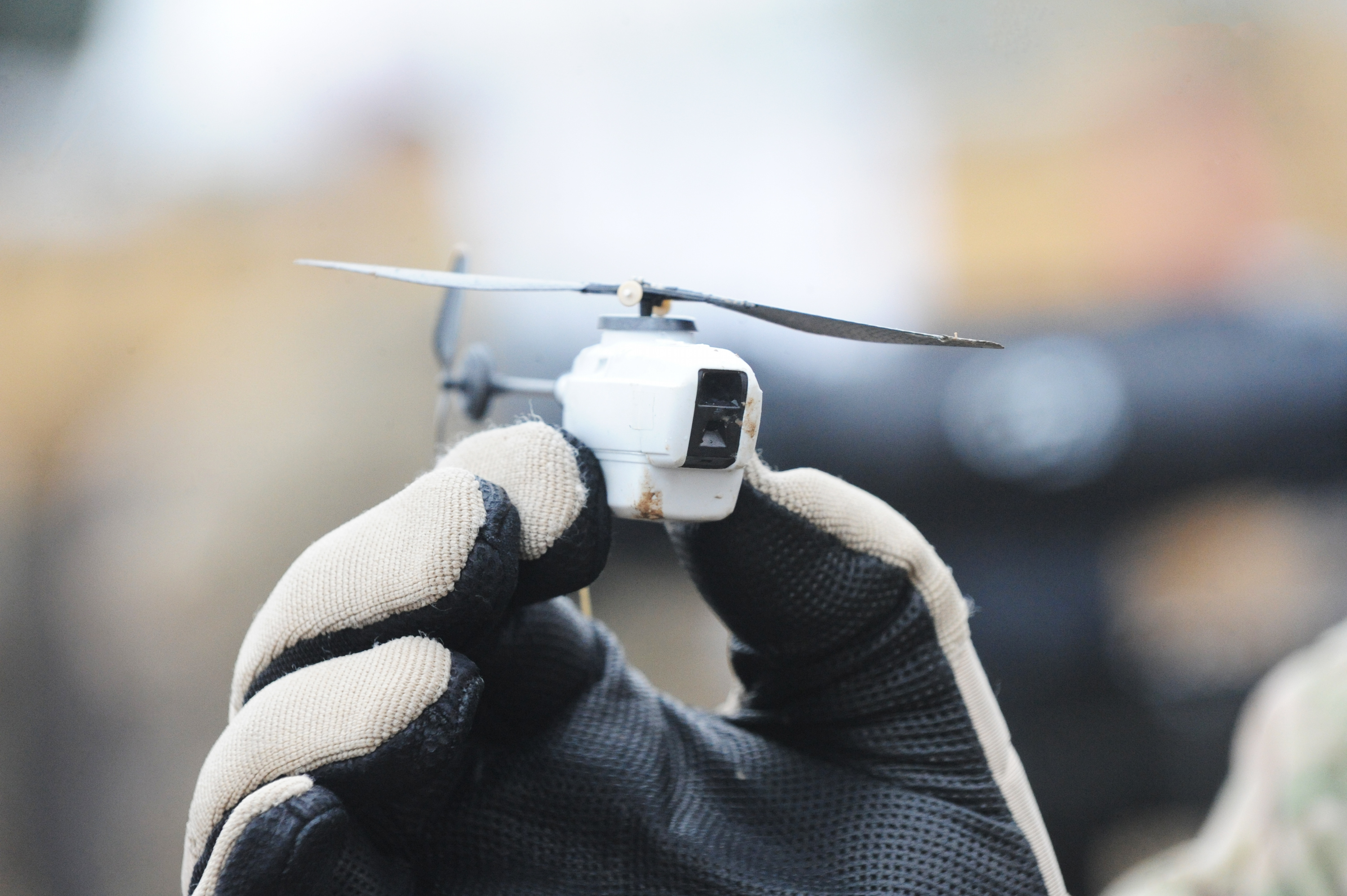
نانو هورنت سیاه

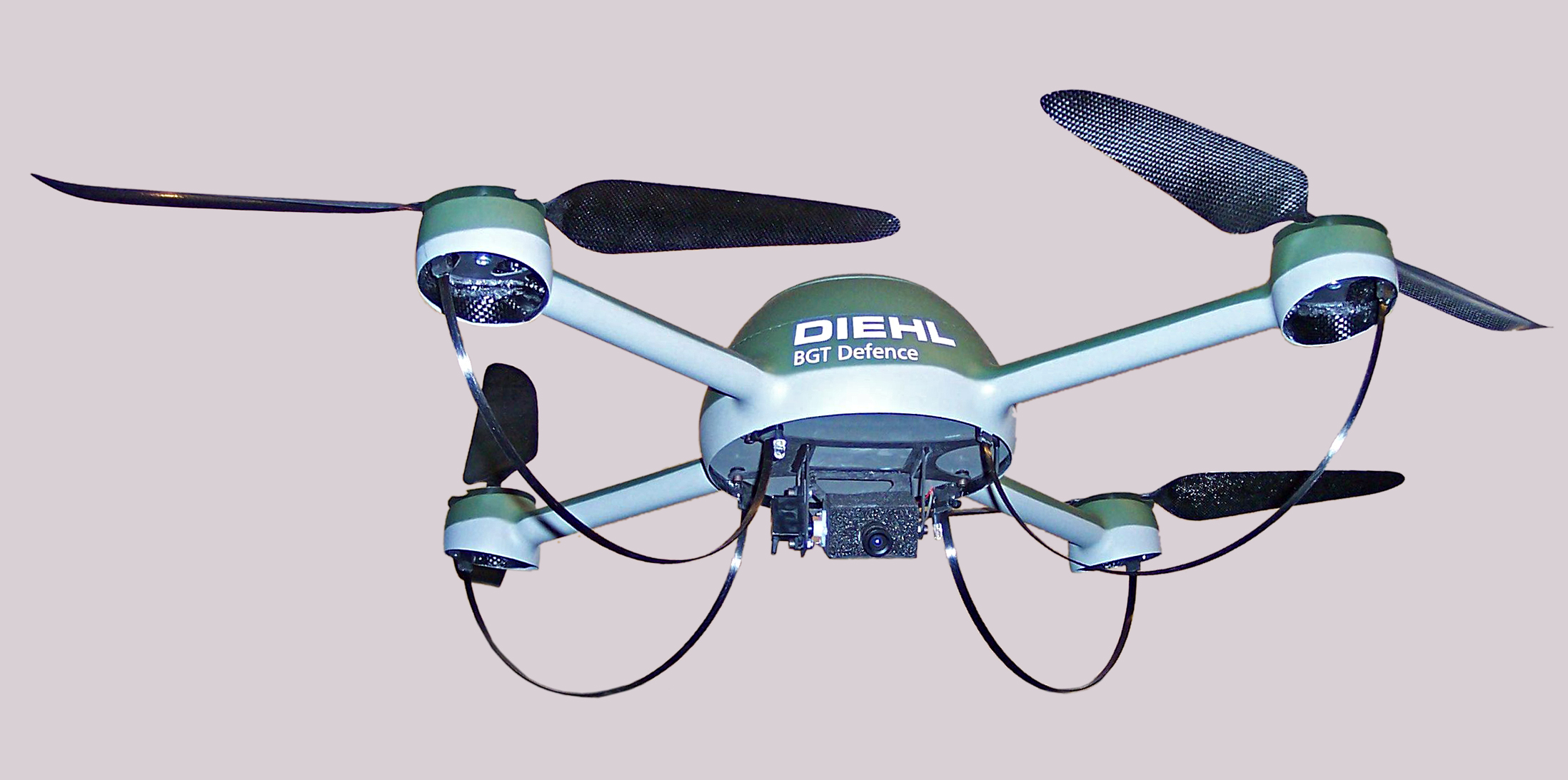
تصویر یک کوادکوپتر

در سال ۲۰۱۲، ارتش بریتانیا یک پهپاد ریزپرنده به نام نانو هورنت را که تنها شانزده گرم وزن داشت برای پشتیبانی از عملیات پیاده‌نظام در افغانستان مستقر کرد.

## محدودیت‌های عملی
اگرچه در حال حاضر هیچ ریزپرنده واقعی (یعنی پهپادی واقعاً در مقیاس مینیاتوری) وجود ندارد، دارپا برنامه ای را برای توسعه ریزپرنده‌هایی با طول بال‌های ۷٫۵ سانتی‌متری انجام داده‌است.